# Municipio 4 (Carolina del Norte)
El municipio 4 (en inglés: Township 4) es un municipio ubicado en el  condado de Pamlico en el estado estadounidense de Carolina del Norte. En el año 2010 tenía una población de 2.268 habitantes.

## Geografía
El municipio 4 se encuentra ubicado en las coordenadas 35°17′22.86″N 76°30′27.52″O / 35.2896833, -76.5076444.